# Comptine d'Halloween
Pour les articles homonymes, voir Halloween (homonymie).
Comptine d'Halloween est une série de bande dessinée en trois volumes publiés de 2000 à 2002.

## Crédit
- Scénario : Joël Callède
- Dessin : Denys
- Couleurs : Hubert

## Analyse
Comptine d’Halloween est calqué sur les slashers américains - genre de films d'horreur apparus dans les années 1980 avec Halloween, la nuit des masques (Halloween) de John Carpenter et mettant en scène des adolescents aux prises avec un tueur en série.

## Albums
- Tome 1 : Réminiscences (2000)
- Tome 2 : Farces macabres  (2001)
- Tome 3 : Révélations (2002)

## Publication

### Éditeurs
- Delcourt (Collection Sang Froid) : Tomes 1 à 3 (première édition des tomes 1 à 3).